# Federazione Italiana Sport Cinofili
La Federazione Italiana Sport Cinofili è una federazione sportiva italiana riconosciuta dall'IFCS, che raggruppa gli appassionati degli sport cinofili. La F.I.S.C. è un APS, Associazione di Promozione Sociale, affiliata alla Libertas, Ente di Promozione Sociale riconosciuto dal Ministero del Lavoro e delle Politiche Sociali e iscritta al registro nazionale al n. 189.
L'associazione organizza eventi sportivi, ed in particolare promuove specialità quali l'agility dog, il rally-obedience e l'obedience, hoopers, ed il Cittadino a 4 Zampe.
L'associazione è affiliata alla International Federation of Cynological Sports e alla United States Agility Association.